# Francisco Bolívar Zapata
Francisco Gonzalo Bolívar Zapata (Ciudad de México, 1948) es un bioquímico, investigador, académico y profesor universitario mexicano.

## Biografía
Nació en la Ciudad de México en 1948. Doctor en Química por la UNAM, institución en la que es profesor e Investigador Emérito. Director fundador en 1982 del Centro de Investigación sobre Ingeniería Genética y Biotecnología de la UNAM. En 1991, la UNAM transformó a este Centro en el Instituto de Biotecnología y Bolívar fue nombrado su primer Director, cargo que ocupó hasta 1997. Ese año fue designado Coordinador de la Investigación Científica de la UNAM, puesto que ocupó por tres años. En el período 1996-2000 fungió como Vicepresidente y Presidente de la Academia Mexicana de Ciencias (AMC). Asimismo, fue miembro de la Junta Directiva de la UAM de 1997 a 2005 así como integrante de la Junta Gobierno 
de la Universidad Autónoma del Estado de Morelos de 2009 a 2012.

## Académico
Su trabajo de investigación y desarrollo tecnológico es pionero a nivel internacional en el área de la biología molecular y la biotecnología, en particular en el aislamiento, caracterización y manipulación de genes en microorganismos. Bolívar Zapata fue miembro de un grupo de investigadores que en San Francisco, EUA, lograron por primera vez en 1977 a nivel mundial, la producción en bacterias por técnicas de ingeniería genética de proteínas transgénicas idénticas a las humanas, como la insulina que se utiliza clínicamente para contender con la diabetes. Además, su trabajo en el área de la ingeniería de vías metabólicas en microorganismos, es también pionero en el propósito de la modificación genética y de la fisiología bacteriana, para el diseño y la optimización de microorganismos productores de metabolitos y proteínas de interés social y comercial.
El Dr. Bolívar cuenta con más de 240 publicaciones citadas más de 14,500 veces en la literatura mundial. Ha dirigido más de 65 tesis, siendo la mayoría de posgrado; muchos de sus alumnos son profesores-investigadores y técnicos en instituciones nacionales e internacionales. Ha escrito y editado libros de divulgación y opinión, incluyendo cinco tomos de su obra científica como miembro de El Colegio Nacional. Es Coordinador del Comité de Biotecnología de la Academia Mexicana de Ciencias, desde su creación en el año 2000.
Ha realizado numerosas intervenciones ante el Congreso de la Unión y ante la Presidencia de la República, en defensa y promoción de la ciencia, de la tecnología, de la universidad pública y de la biotecnología.

## Premios y distinciones
Entre los numerosos premios recibidos destacan:
- Premio Nacional de Química por el gobierno federal de México en 1980.
- Premio de la Academia de la Investigación Científica (actual Academia Mexicana de Ciencias) en el área de Ciencias Naturales en 1982.[1]
- Premio Manuel Noriega en Ciencias Biológicas por la Organización de Estados Americanos en 1988.
- Premio Príncipe de Asturias de Investigación Científica y Técnica por el gobierno de España en 1991.
- Premio Cecilio A. Robelo de la Universidad Autónoma del Estado de Morelos y gobierno del Estado de Morelos en 1992.
- Premio Nacional en Ciencias y Artes en el área de Ciencias Físico-Matemáticas y Naturales por el gobierno de México en 1992.[2]
- Doctor honoris causa por la Universidad de Lieja, Bélgica en 1994.
- Presea Tlacaelel por el Grupo Empresarial Morelos en 1996.
- Premio TWAS en el área de Biología por The Third World Academy of Sciences en 1997.
- Premio Luis Elizondo por el Instituto Tecnológico de Estudios Superiores de Monterrey en 1998.
- Investigador Emérito por la Universidad Nacional Autónoma de México en 2005.
- Doctor honoris causa por la Universidad Autónoma Metropolitana en 2008.
- El Auditorio del Instituto de Biotecnología de la UNAM lleva el nombre de "Dr. Francisco G. Bolívar Zapata" desde 2012.
- Investigador Emérito del Sistema Nacional de Investigadores en 2014.
- Doctor honoris causa por el Colegio de Postgraduados en 2014.
- Doctor honoris causa por la Universidad Autónoma del Estado de Morelos en 2015.
- El presidente Enrique Peña Nieto lo nombró Coordinador de Ciencia, Tecnología e Innovación en la Oficina de la Presidencia de la República, a partir del 2 de abril de 2013.